# Georgina Abela
Georgina Abela, nata Ġeorġina Sammut (Qormi, 23 aprile 1959), è una cantante maltese.
Ha rappresentato Malta all'Eurovision Song Contest 1991 con il brano Could It Be, in duetto con Paul Giordimaina.

## Biografia
Georgina Abela ha avviato la sua carriera musicale nel 1984, quando ha rimpiazzato Miriam Spiteri nel ruolo di cantante del gruppo maltese Overdose. Ha sposato il musicista Paul Abela, da cui ha preso il cognome.
Nel 1991 ha preso parte a Malta Song for Europe, il processo di selezione del rappresentante eurovisivo maltese, proponendo un duetto con Paul Giordimaina intitolato Could It Be. La giuria li ha scelti come vincitori. Alla finale dell'Eurovision Song Contest 1991, che si è tenuta il 4 maggio a Roma, si sono piazzati al 6º posto su 22 partecipanti con 106 punti totalizzati. Sono risultati i preferiti dalle giurie di Irlanda e Svezia, che hanno loro assegnato il punteggio massimo di 12 punti.
L'anno successivo ha vinto nuovamente la selezione maltese, questa volta come compositrice del brano Little Child, interpretato da Mary Spiteri, che ha regalato all'isola mediterranea il suo primo podio eurovisivo.
Nel 1994 ha partecipato a Malta Song for Europe cantando Remember the Beginning e piazzandosi 3ª, mentre nel 1997 è arrivata 10ª cantando Make Me Your Girl con June May. Lo stesso anno ha conquistato un 3º posto al Malta Song Festival, rassegna della musica maltese, con Nersaq lejk, mentre nell'edizione del 1999 è arrivata 2ª cantando Ħallini nħobbok e due anni dopo ha vinto con Fomm il-vjolin.
Nello stesso 2001 Another Summer Night di Fabrizio Faniello, da lei scritta, ha rappresentato Malta all'Eurovision.

## Discografia

### Raccolte
- Georgina u Renato fl-aqwa musicals ta' Paul Abela (con Renato Micallef)

### Singoli
- 1991 - Could It Be (con Paul Giordimaina)